# K2 (cég)
A K2 (株式会社K2) japán videójáték-fejlesztő cég, a Capcom leányvállalata, melyet 2000. augusztus 4-én alapítottak az SNK és a Square egykori alkalmazottai. A céget 2008-ban felvásárolta a Capcom.

## Története
A céget 2000. augusztus 4-én alapítottak az SNK és a Square egykori alkalmazottai. A vállalat első játéka, a Countdown Vampires című túlélőhorror 1999. december 22-én jelent meg Playstationre a Bandai gondozásában. Ezt követően a Tenchu sorozaton munkálkodtak, így a 2003-ban megjelent Wrath of Heaven (PS2, Xbox), a 2004-es Fatal Shadows (PS2), a 2005-ös Time of the Assassins (PSP) és a 2006-os Tenchu Z (Xbox 360) című részeken. A Tenchu-játékok közben jelentette meg a Konami a Tokimeki Memorial Girl’s Side: 2nd Kiss (PS2) című randiszimulátorukat, illetve ez idő alatt hozták létre a Countdown Vampires utáni második saját szellemi tulajdonú sorozatukat, a Valhalla Knights-t, melynek első része 2006 augusztusában jelent meg a Marvelous Entertainment kiadásában.
A K2-t 2008. március 28-án felvásárolta a Capcom, azóta elsősorban a Valhalla Knights sorozaton, illetve az anyacég játékain dolgoznak, utóbbi esetben a cégnevük feltüntetése nélkül.

## Játékaik
| Cím                                                                                | Megjelenés (JP)      | Kiadó (JP)              | Platform             |
| ---------------------------------------------------------------------------------- | -------------------- | ----------------------- | -------------------- |
| Countdown Vampires                                                                 | 1999. december 22.   | Bandai                  | PlayStation          |
| Tenchu: Wrath of Heaven                                                            | 2003. március 3.     | From Software           | PlayStation 2        |
| Tenchu: Wrath of Heaven                                                            | 2004. március 10.    | From Software           | Xbox                 |
| Tenchu: Fatal Shadows                                                              | 2004. július 22.     | From Software           | PlayStation 2        |
| Tear Ring Saga: Berwick Saga                                                       | 2005. május 26.      | Enterbrain              | PlayStation 2        |
| Tenchu: Time of the Assassins                                                      | 2005. július 28.     | From Software           | PlayStation Portable |
| Tokimeki Memorial Girl’s Side: 2nd Kiss                                            | 2006. augusztus 3.   | Konami                  | PlayStation 2        |
| Valhalla Knights                                                                   | 2006. augusztus 31.  | Marvelous Entertainment | PlayStation Portable |
| Tenchu Z                                                                           | 2006. október 5.     | From Software           | Xbox 360             |
| Samurai Shodown: Edge of Destiny                                                   | 2008. április 17.    | SNK Playmore            | Játékterem           |
| Valhalla Knights 2                                                                 | 2008. május 29.      | Marvelous Entertainment | PlayStation Portable |
| Valhalla Knights 2: Battle Stance                                                  | 2009. június 25.     | Marvelous Entertainment | PlayStation Portable |
| Valhalla Knights: Eldar Saga                                                       | 2009. szeptember 29. | Marvelous Entertainment | Wii                  |
| E.X. Troopers                                                                      | 2012. november 22.   | Capcom                  | Nintendo 3DS         |
| Professor Layton vs. Phoenix Wright: Ace Attorney (a Level-5-val közös fejlesztés) | 2012. november 29.   | Level-5                 | Nintendo 3DS         |
| Valhalla Knights 3                                                                 | 2013. május 23.      | Marvelous AQL           | PlayStation Vita     |
| Phoenix Wright: Ace Attorney - Dual Destinies (a Capcommal közös fejlesztés)       | 2013. július 25.     | Capcom                  | Nintendo 3DS         |
| Valhalla Knights 3 Gold                                                            | 2014. február 27.    | Marvelous AQL           | PlayStation Vita     |

### Egyéb közreműködéseik
| Cím                                                             | Megjelenés (JP)     | Kiadó (JP) | Platform                              | Feladatkör                 |
| --------------------------------------------------------------- | ------------------- | ---------- | ------------------------------------- | -------------------------- |
| Lost Planet: Extreme Condition                                  | 2006. december 21.  | Capcom     | Xbox 360                              | Eseménytervezői segédletek |
| Lost Planet: Colonies                                           | 2008. május 27.     | Capcom     | Xbox 360, Windows                     | Portolás                   |
| Resident Evil 5                                                 | 2009. március 5.    | Capcom     | PlayStation 3, Xbox 360               | Kisebb feladatok           |
| Monster Hunter Frontier teljesítményvizsgáló program, 2. verzió | 2010. augusztus     | Capcom     | Windows                               | Kisebb feladatok           |
| Monster Hunter Frontier teljesítményvizsgáló program, 3. verzió | 2011. szeptember    | Capcom     | Windows                               | Kisebb feladatok           |
| Dragon’s Dogma                                                  | 2012. május 22.     | Capcom     | PlayStation 3, Xbox 360               | Kisebb feladatok           |
| Szengoku Basara 4                                               | 2014. január 23.    | Capcom     | PlayStation 3                         | Kisebb feladatok           |
| Monster Hunter 4 Ultimate                                       | 2014. október 11.   | Capcom     | Nintendo 3DS                          | Kisebb feladatok           |
| Resident Evil HD Remaster                                       | 2015. január 19.    | Capcom     | Windows (Steam)                       | Portolás                   |
| Dai gjakuten szaiban: Rjúnoszuke Naruhodó no bóken              | 2015. július 9.     | Capcom     | Nintendo 3DS                          | Kisebb feladatok           |
| Dragon’s Dogma Online teljesítményvizsgáló program              | 2015. július 16.    | Capcom     | Windows                               | Kisebb feladatok           |
| Dragon’s Dogma Online                                           | 2015. augusztus 31. | Capcom     | PlayStation 3, PlayStation 4, Windows | Kisebb feladatok           |
| Biohazard: Umbrella Corps                                       | 2016. július 23.    | Capcom     | PlayStation 4, Windows                | Kisebb feladatok           |
| Toravare no Palm                                                | 2016. augusztus 30. | Capcom     | Android, iOS                          | Kisebb feladatok           |
| Resident Evil 7: Biohazard                                      | 2017. január 26.    | Capcom     | PlayStation 4, Xbox One, Windows      | Kisebb feladatok           |
| Monster Hunter XX                                               | 2017. március 18.   | Capcom     | Nintendo 3DS                          | Kisebb feladatok           |
| Dai gjakuten szaiban 2: Naruhodó Rjúnoszuke no kakugo           | 2017. augusztus 3.  | Capcom     | Nintendo 3DS                          | Kisebb feladatok           |
| Monster Hunter: World                                           | 2018. január 26.    | Capcom     | PlayStation 4, Xbox One               | Kisebb feladatok           |
| Black Command                                                   | 2018. tél           | Capcom     | Android, iOS                          | Kisebb feladatok           |
| Resident Evil 2                                                 | 2019. január 25.    | Capcom     | PlayStation 4, Xbox One, Windows      | Kisebb feladatok           |
| Devil May Cry 5                                                 | 2019. március 8.    | Capcom     | PlayStation 4, Xbox One, Windows      | Kisebb feladatok           |
| Toravare no Palm: Refrain                                       | TBA                 | Capcom     | Android, iOS                          | Kisebb feladatok           |